# Жива Дворшак
Жива Дворшак (Љубљана, 9. јул 1991) је члан словеначке репрезентације у стрељаштву. Чланица је СД Олимпија из Љубљане. Клупски тренер јој је Давид Залар, а репрезентативни Лојзе Миколич. Тренутно је студент.
Стрељаштвом се почела бавити 2004, а такмичити се од 2005, као пионирка, да би преласком у кадете 2008, освојила прво државно првенство за кадете, а 2009 за омладинке. Године 2010. учесвоваа је на Светском првенству у Минхену у конкуренцији јуниора. У току 2011. поставља два национална рекорда у гађању МК пушком из лежећег става 597 (од 600) и из тростава 584 круга.
Почетком 2012. поставља државни рекорд у гађању ваздушном пушком у квалификацијама 399 кругова (од 400 могућих), а у финалу 502,1 круг. Ови резултати као и они из 2011. године уврстили су је у путницу за Олимпијске игре 2012. у Лондон, где се такмичила у у дисциплинама ваздушна пушка 10 метара и МК пушка теростав 50 метара. У првој је била 11. од 56 учесница, са резултатом 396 кругова. За пласман у финале јој је недостајао само један круг. У другој дисциплини резултатом 574 круга је била 36. од 47 учесница.